# آلوسیو پیرس آلوز
آلوسیو پیرس آلوز (به پرتغالی: Aloísio Pires Alves) مدافع اهل برزیل است که در شهر پلوتاس و در تاریخ ۱۶ اوت ۱۹۶۳ به دنیا آمده است.
آلوسیو پیرس آلوز در تیم‌های فوتبال باشگاه ورزشی اینترناسیونال سابقهٔ حضور دارد.